# Otto-Lilienthal-Museum

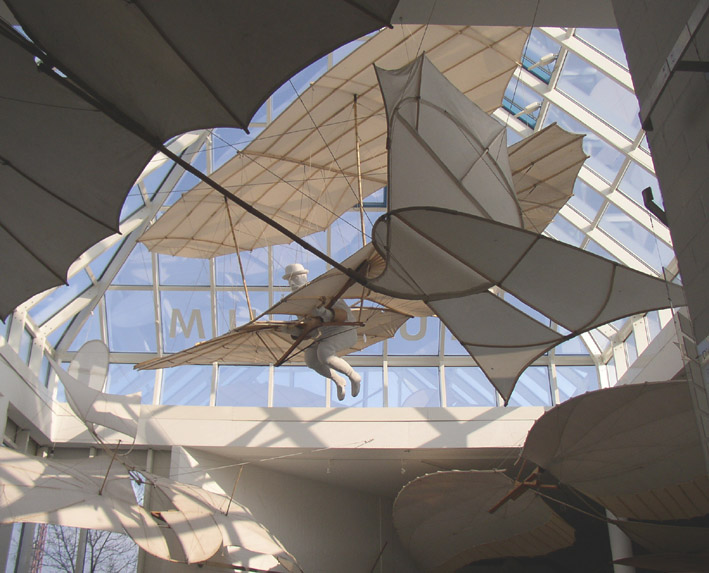
Blick in die Ausstellungshalle des Museums

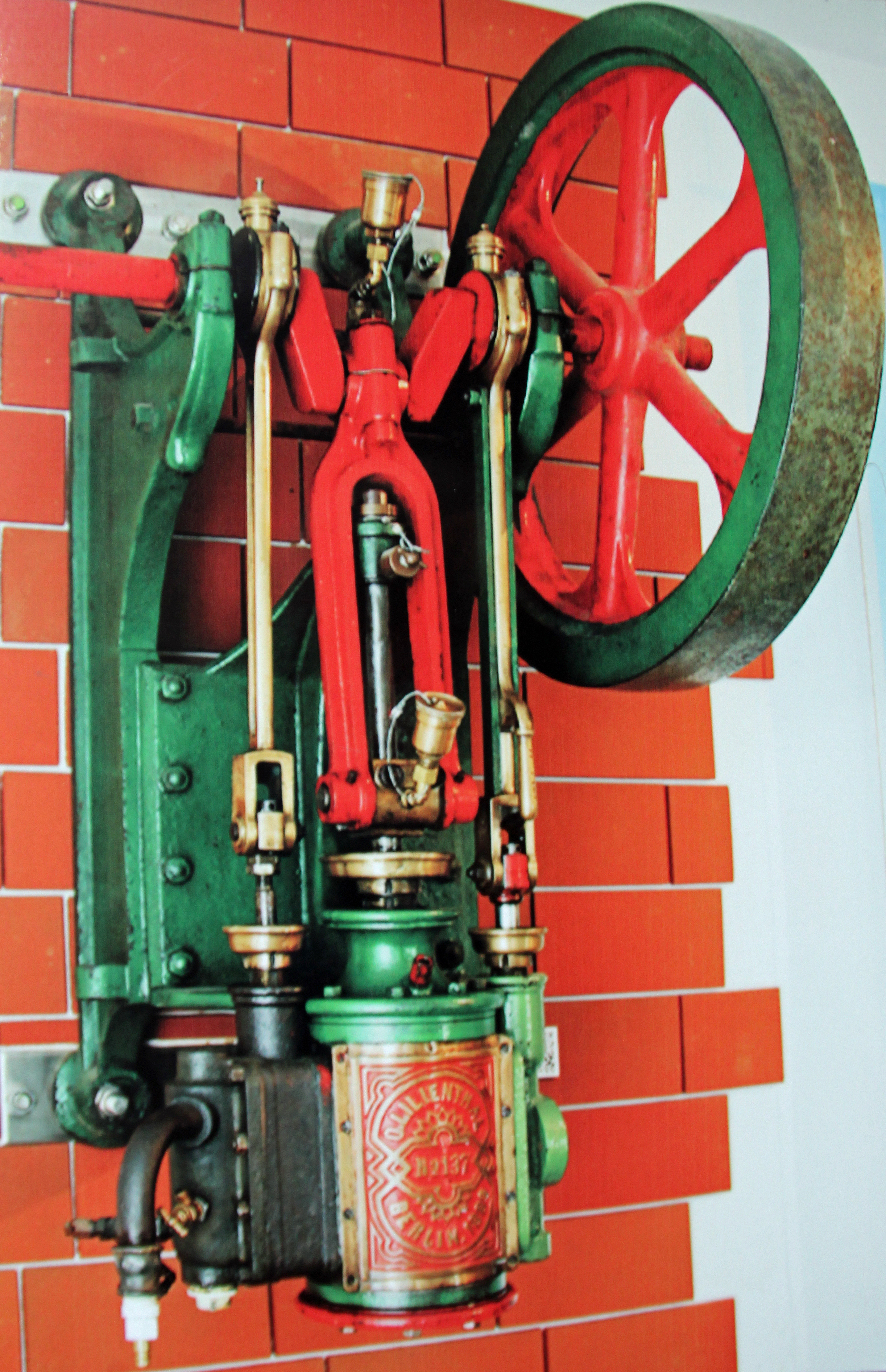
Exponat: Für die Wandmontage vorgesehene Dampfmaschine №137 der Maschinenfabrik O. Lilienthal Berlin von 1889

Das Otto-Lilienthal-Museum befindet sich in Anklam im Landkreis Vorpommern-Greifswald, Ellbogenstraße 1.

## Geschichte
Schon seit 1927 besitzt die Geburtsstadt Otto Lilienthals ein Heimatmuseum mit Exponaten zum Leben und Schaffen des Flugpioniers und einem Nachbau eines Lilienthal-Gleiters vom Typ „Normalsegelapparat“. 1972 zog das Museum in das Gebäude des heutigen Lilienthal-Museums. Im Zusammenhang mit einem offiziellen Besuch der Sojus-31-Besatzung wurde 1980 der Aufbau eines eigenständigen Museums für Otto Lilienthal beschlossen. 1989 zog das regionalgeschichtliche Museum in das Anklamer Steintor um, das „Museum im Steintor“ entstand. 1991 wurde im Gebäude des ehemaligen Heimatmuseums das Otto-Lilienthal-Museum eröffnet. Anlass war das Jubiläum „100 Jahre Menschenflug“. Von 1992 bis 2019 war Bernd Lukasch Leiter des Museums. 1996 wurde anlässlich des 100. Todestages Otto Lilienthals ein Hallenanbau mit 300 m² zusätzlicher Ausstellungsfläche eröffnet. Das Museum erhielt verschiedenste Auszeichnungen, darunter 1999 den European Museum of the Year Award – Special Commendation und den Titel „recognized museum“ der Fédération Aéronautique Internationale. Auf der Expo 2005 in Japan war das Museum im deutschen Pavillon als Partner vertreten. Im Jahr 2006 wurde es zum „Ausgezeichneten Ort“ in der Kampagne „365 Orte im Land der Ideen“.

## Die ständige Ausstellung
Die ständige Ausstellung des Museums zeigt alle bekannten Flugzeugkonstruktionen Lilienthals in Rekonstruktion sowie seine aerodynamischen Versuchsaufbauten. Das Museum stellt Lilienthals Flüge als Wendepunkt von der Geschichte des Fliegenwollens, zu der es 4000 Jahre alte Dokumente gibt, zur Technikgeschichte des Menschenflugs dar. Das Haus versteht sich als technisches Personalmuseum, das sich auch den bedeutenden anderen Aktivitäten der Brüder Otto und Gustav Lilienthal widmet (Sozialreform, Bauwesen, Spielzeug). Im Ausstellungsteil Lebenswege befindet sich u. a. die einzige erhaltene Dampfmaschine aus Lilienthalscher Produktion, die 2004 in Australien erworben werden konnte.
Etwa 3 km entfernt vom Museum, auf dem Flugplatz Anklam, existiert ein Außengelände des Museums, der Lehr- und Erlebnisgarten Aeronauticon.
Unter dem Titel „Ikareum“® verfolgt die Stadt Anklam das Projekt, das Museum in die Taufkirche Otto Lilienthals, die Nikolaikirche, zu verlegen und zu einem Museums- und Erlebniszentrum zu erweitern. Die Finanzierung wurde im Rahmen des Anklamer Dreiklangs zu großen Teilen vom Land übernommen.

## Sammlungen
Im Museum befinden sich Nachbauten aller bekannten Lilienthalschen Flugapparate und seiner flugphysikalischen Versuchsaufbauten. Weiterhin besitzt das Museum die neben der des Deutschen Museums in München bedeutendste Sammlung an Originalzeugnissen zu Leben und Werk Lilienthals.
Zum Thema Hängegleiter – Lilienthals Flugprinzip in heutiger Beschreibung – verfügt das Museum seit 1999 über eine mehr als 150 Fluggeräte umfassende Sammlung. 
Innerhalb von elf Jahren wurde bis 2014 der bekannte Nachlass Lilienthals vollständig digitalisiert, inklusive der außerhalb, in verschiedenen Ländern beheimateten Objekte.
Anfang 2018 bekam das Museum den Nachlass des Schlossers und Fluggerätemechanikers Paul Beylich (1874–1965) von dessen Urenkelin Andrea Frey. Beylich war einer der engsten Mitarbeiter Lilienthals und der vermutlich einzige Zeuge des Absturzes bei Rhinow.

## Organisation
Das Museum befindet sich in Trägerschaft der Stadt Anklam. Der Aufbau wurde durch das Land Mecklenburg-Vorpommern unterstützt.
Das Museum ist Mitglied unterschiedlicher Fachverbände (beispielsweise Deutscher Museumsbund, Europäisches Museumsforum und Gesellschaft zur Bewahrung von Stätten Deutscher Luftfahrtgeschichte).
Das Otto-Lilienthal-Museum wurde in das im Jahre 2001 erschienene Blaubuch als „kultureller Gedächtnisort von nationaler Bedeutung“ aufgenommen. Die Auswahl der Kulturstätten erfolgte auf Initiative des Beauftragten der Bundesregierung für Kultur und Medien in Abstimmung mit den ostdeutschen Kultusministern.